# Rob Schneider
Robert Michael Schneider (sinh ngày 31 tháng 10 năm 1963) một diễn viên, người viết kịch bản và nhà sản xuất phim người Mỹ. Schneider có một sự nghiệp điện ảnh rất thành công với các vai diễn chính trong Deuce Bigalow: Male Gigolo và The Hot Chick.